# سیارک ۲۱۹۴
سیارک ۲۱۹۴ (به انگلیسی: 2194 Arpola، نامگذاری:1940GE) دو هزار و صد و نود و چهارمین سیارک کشف شده‌است که در ۳ آوریل ۱۹۴۰ کشف شد.
قدر مطلق سیارک برابر ۱۲٫۶۰ است.